# 克勞斯·約恩松
克勞斯·約恩松（德語：Claus Jönsson，1930年5月26日—）是一位德國物理學家，他於1961年首次利用電子进行了雙狹缝干涉實验，   2002年该实验被《物理世界》（Physics World）的讀者评为“十大最美实验”當中的第一名。 